# القط ذو القبعة يعرف الكثير عنه
القط ذو القبعة مسلسل رسوم متحركة أمريكي كندي بريطاني عرض لأول مرة في 7 أغسطس 2010 على قناة تري هاوس في كندا، ولازال مستمراً وتمت دبلجة المسلسل إلى اللغة العربية وعُرض على قناة براعم.

## روابط خارجية
- الموقع الرسمي
- Official Treehouse TV's website
- The Cat In The Hat Knows A Lot About That! في قاعدة بيانات الرسوم المتحركة الكبيرة
- القط ذو القبعة يعرف الكثير عنه على موقع IMDb (الإنجليزية)
- القط ذو القبعة يعرف الكثير عنه على موقع روتن توميتوز (الإنجليزية)
- القط ذو القبعة يعرف الكثير عنه على موقع نتفليكس (الإنجليزية)
- القط ذو القبعة يعرف الكثير عنه على موقع قاعدة بيانات الفيلم (الإنجليزية)
- القط ذو القبعة يعرف الكثير عنه على موقع كينوبويسك (الروسية)
- القط ذو القبعة يعرف الكثير عنه على موقع قاعدة بيانات الفيلم (الإنجليزية)